# Tipicidad
Conducta típica o Tipicidad tiene que ver con toda conducta que conlleva una acción u omisión que se ajusta a los presupuestos detalladamente establecidos como delito dentro de un cuerpo legal. Esto quiere decir que, para que una conducta sea típica, debe constar específica y detalladamente como delito o falta dentro de un código. 
Tipicidad es la adecuación del acto humano voluntario o involuntario efectuado por el sujeto a la figura descrita por la ley como delito o falta. Es la adecuación, el encaje, la subsunción del acto humano voluntario o involuntario  al tipo penal. Si se adecua es indicio de que es delito o falta. Si la adecuación no es completa no hay delito ni falta.
Injusto del tipo. Descripción conceptual, que sirve para describir la acción prohibida en el supuesto de hecho de una norma penal. (Fernando Castellanos Tena Lineamientos Elementales del derecho penal, página 170).

La tipicidad es la adecuación de un hecho cometido a la descripción que de ese hecho se hace en la ley penal
Francisco Muñoz Conde y Mercedes García.

Se dice que debe constar de forma específica y detallada, en virtud que en algunos países que adoptan un derecho penal moderno, no es aplicable la analogía, por lo tanto, la conducta debe ser específicamente detallada.
De la orientación teleológica funcionalista del Derecho penal fundamentada en la prevención general positiva se extraen importantes consecuencias para toda la Teoría General del delito. Consecuencias que a partir de la norma primaria considerada como norma de conducta (Verhaltensnorm) y de la subsiguiente introducción de la evitabilidad en el concepto de la acción supone la revisión de conceptos tradicionales e incluso de toda la estructura del concepto de delito o falta, pero conservando todavía los elementos tradicionales de aquel, a saber, tipicidad, antijuridicidad (o tipo de injusto) y culpabilidad. Y cuando se intenta romper con dicha estructura no acaba de configurarse algo realmente distinto, sino más bien un aglomerado en el que elementos propios de la culpabilidad vuelven a formar parte del concepto de acción que tiende a engullir la tipicidad y la antijuridicidad -para volver a un concepto de delito sintético como la acción culpable.
Pero quizás el mayor mérito de la obra de ROXIN y de la teoría de la imputación objetiva sea el haberse mostrado sensible a una realidad social nueva y haber intentado definir conceptos que permitan describirla correctamente en el seno del Derecho penal y del concepto dogmático del delito. En nuestra sociedad actual, efectivamente, surgen nuevas situaciones que exigen respuestas cada vez más valorativas y normativizada (jurídicas, convencionales). El riesgo -como expresión normativa del conflicto social- implica una nueva concepción del bien jurídico como criterio de solución al conflicto resuelto en la pauta de conducta contenida en la norma primario.